# 富岡定俊
富岡 定俊（とみおか さだとし、1897年（明治30年）3月8日 - 1970年（昭和45年）12月7日）は、日本の海軍軍人、華族。最終階級は海軍少将。男爵。

## 経歴
1897年（明治30年）3月8日、広島県江田島に父富岡定恭海軍中将の長男として生れる。本籍は松代。江田島の海軍兵学校付属小学校の従道小学校、高千穂中学校を経て、1914年(大正3年)9月10日、海軍兵学校45期に入校。1917年7月、父の死去に伴い男爵を襲爵。1917年11月、海軍兵学校を卒業。父の死去で試験を受けられず、卒業席次は20番であった。卒業と同時に少尉候補生として練習艦隊近海航海に出発。1918年3月2日、練習艦隊遠洋航海に出発。1918年7月11日、装甲巡洋艦「阿蘇」乗組。8月1日、海軍少尉任官。「阿蘇」の陸戦隊小隊長としてニコラエフスクの警備にもあった。

1919年5月10日、「朝日」乗組。12月1日、海軍水雷学校普通科学生。1920年5月31日、海軍砲術学校普通科学生。12月1日、中尉任官、「周防」乗組。1921年12月1日、「萩」乗組。1922年12月1日、海軍大学校航海学生。1923年10月15日、駆逐艦「帆風」航海長心得兼分隊長心得。12月1日、海軍大尉任官、「帆風」航海長兼分隊長。1924年9月12日、「太刀風」航海長兼分隊長。12月1日、給油艦「尻矢」航海長。1926年12月1日、第2艦隊参謀兼副官。1927年5月14日、駆逐艦「松」駆逐艦長。1927年6月10日、兼駆逐艦「杉」駆逐艦長。12月1日、海軍大学校甲種27期を首席で入学し、1929年11月27日、首席で卒業した。
1929年11月30日、海軍少佐任官、フランス駐在。1930年2月7日、国際連盟海軍代表随員兼軍令部参謀。1931年12月9日、ジュネーヴ軍縮会議全権委員随員。1932年6月1日、帰国。
1932年11月1日、「衣笠」航海長兼分隊長。1933年3月25日、横須賀鎮守府付。5月23日、軍令部出仕兼一班一課参謀。10月1日、軍令部出仕兼一部一課部員。1934年11月15日、中佐任官。1935年11月15日、第七戦隊参謀。1936年11月2日、軍令部出仕兼海軍省出仕。12月1日、海軍省人事局第一課局員。1938年11月15日、大佐任官、兼軍令部出仕、兼海軍省出仕。12月20日、第二艦隊首席参謀。1939年11月1日、海軍大学校教官着任。富岡は戦略物資の研究に励み、米の需要を満たすためには南部仏印が必要であるとの結論に至る。｢戦術｣に偏りがちであった海軍軍人の中で｢戦争｣研究に着目していたと評価する者もいる。1940年10月7日、軍令部一部一課出仕。
1940年10月15日、軍令部一部一課長。兼大本営海軍部参謀、兼参謀本部部員、兼大本営陸軍部参謀。富岡によれば、課長に内命された際に再三その任ではないと人事局に抗議したが、どうしてもお前がやれと言われたため就任したという。物資や船舶を担当する軍令部第四課長栗原悦蔵の会議出席を阻止したり、石油貯蔵量の情報操作を行うなど海軍国防政策委員会・第一委員会の中でも石川信吾と並ぶ対米強硬派だった。日米戦争については敵に大損害を与えて勢力均衡を勝ち取り妥協点を見出し、日本が再び起ちうる余力を残したところで講和するという考えで、講和に対する裏付けはなくドイツの優勢によるバランスできっかけがあるだろうという希望を持っていたという。

### 太平洋戦争

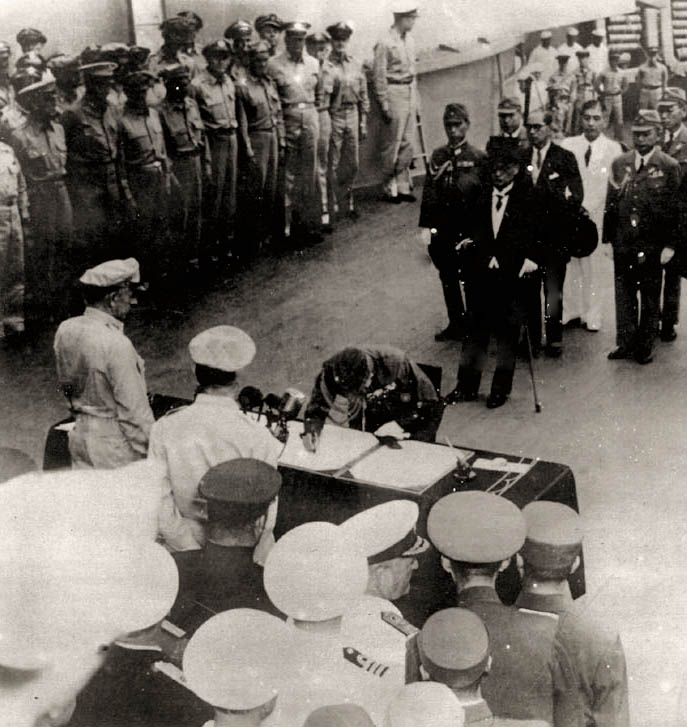
降伏文書調印式に出席する富岡（日本代表の2列目右端）

1941年12月、太平洋戦争開始。富岡は第一段作戦において山本五十六連合艦隊司令長官の希望するハワイ攻略については確保が不可能という判断から賛成できず、海上交通破壊戦を一層強化することによるイギリス屈服手段を重視していたという。第二段作戦計画ではハワイ攻略について、三和義勇連合艦隊参謀は富岡、神重徳軍令部首席参謀と1942年10月をめどと話すが、富岡はハワイ攻略には反対だったという。ハワイ攻略を目指す連合艦隊が求めるMI作戦と同時にアリューシャン方面の米軍進攻阻止を目的としたAL作戦を軍令部が加えた件に関して、富岡は「ミッドウェー作戦の戦術的牽制にもなるだろうと考えた。」と回想している。MI作戦とは別に軍令部では、米豪分断のためにフィジー・サモア方面に進攻するFS作戦を計画していたが、戦後も富岡は実現できなかったことに「今でも心残りがしている」と語っている。
1943年1月20日、「大淀」艦長。1943年8月29日、南東方面艦隊司令部付。9月1日、南東方面艦隊参謀副長。1943年11月1日、海軍少将に進級。1944年4月6日、南東方面艦隊参謀長兼第11航空艦隊参謀長。
1944年11月7日、軍令部出仕。12月5日、軍令部一部長兼大本営海軍部参謀着任。軍令部参謀の猪口力平大佐は「富岡少将は、万人が認める人格見識ともにすぐれた作戦家」と評している。台湾、沖縄を視察した際、台湾防衛は自信を持ちえない、沖縄戦場のみが戦勢挽回を策し得る決戦場であるとの確信を得て沖縄方面航空決戦に強い意向を持つようになる。
1945年4月、連合艦隊参謀神重徳は戦艦大和による海上特攻に関する事前許可を取りに来たが、富岡は「この案を持ってきたとき私は横槍を入れた。大和を九州方面に陽動させて敵の機動部隊を釣り上げ、基地航空部隊でこれを叩くというなら賛成だが、沖縄に突入させることは反対だ。第一燃料がない。本土決戦は望むところではないが、もしもやらなければいけない情勢に立ち至った場合の艦艇燃料として若干残しておかなければならない。ところが私の知らないところで小沢治三郎軍令部次長のところで承知したらしい」と話している。
終戦が迫ると、軍令部次長大西瀧治郎中将は軍令部で会議をひらき、御前会議をなるべくひき延ばし、和平派を説得する工作をたてた。富岡は及川古志郎大将を説得する割当になった。出発前に富岡は、作戦課部員に「私は天皇陛下の御聖断に従うつもりである。もし、私と異なる意見のものは率直に言ってほしい」と話したが、ほとんど応答はなかった。終戦時に自決した大西次長は遺書の中で富岡に「御補佐に対し深謝す」「総長閣下にお詫び申し上げられたし」と残した（ウィキクォート:大西瀧治郎）。

### 戦後
1945年8月、終戦。富岡自身の書いた著書によれば、富岡に詰め寄ってくる者もいたが、「第二次大戦が終わると必ず自由主義と共産主義つまり米ソの対立になる。その谷間に立直る機会ができる。幸いに民族は残った。そこから繁栄する新しい日本を育てよう」と説明して納得させたという。
また、終戦を受けて皇統を守ることを考えた軍令部第一部長の富岡は、皇統護持作戦を豊田副武軍令部総長と米内光政海軍大臣から了承を取って、高松宮宣仁親王から同意を得て、大金益次郎宮内次官と協議するように指示された。有力者平泉澄博士からも協力を取り付けた。大金は具体策は海軍に任せた。匿う場所は土肥一夫中佐から熊本県五箇荘が提案された。1945年8月17日、軍令部で富岡は、721空司令岡村基春大佐と343空司令源田実大佐に皇族を匿う皇統護持作戦を命令する。岡村大佐と源田大佐で別々に人員を選抜し拠点の構成を行うように指示した。万般にわたって横井俊之参謀長が面倒をみる、匿う皇族をだれにするかは直前で決める、皇女の可能性もある、期間は無期限のつもりの覚悟でと説明した。しかし天皇制存続が決まり、富岡も終戦から2年ほどして作戦の解消を伝えた。また、1945年8月18日、富岡は701空司令榎尾義男大佐に地下組織の結成も命じた。榎尾は約3800人で橘殉皇隊を結成。これは天皇、国体に危険が迫ったとき決起してゲリラ戦に移ることを目的とし、全国12地区に分け支部長を置いて暗号通信の準備も行ったが、情勢の好転により自然消滅した。
1945年9月2日、アメリカ海軍の戦艦ミズーリの艦上で行われた降伏文書調印式に日本側全権団随員として参加。総長も次長もみんな出席するのが嫌だと断り、結果富岡が海軍側首席随員となった。富岡は「降伏するくらいなら死ね」と叩き込まれた観念から本当に死ぬよりつらかったと回想した。
1945年10月1日、海軍省出仕（資料調査）。11月30日、予備役。12月1日、第二復員省大臣官房史実調査部長。史料調査会理事長を勤めた。1947年に公職追放となる。
1955年9月24日、防衛庁顧問に就任している。
特許権2、実用新案権5を取得した発明家でもあり、権利取得はしていないもののビニール傘も発案している。
脚本家の須崎勝彌によれば、撮影予定の映画のための取材に行った際に、開戦について軍部の独走があったのではないかと質問したところ、霞が関の海軍省が空襲に遭ったときに焼失しないよう自身で持ち出してきたとする大海令（軍令部から発せられる海軍の最高指令）の綴りを持って来て、そこに昭和天皇の玉璽があることを示して、軍部の独走によるものではないとの主張をしたという。また、このとき、富岡は（特殊潜航艇あるいは特攻隊についてと思われるが）突っ込めと言われれば、そこらへんの八つぁん、熊さんでも（敵に）突っ込むと語ったという。
富岡は二・二六事件当時の海軍の資料についても戦後密かに所蔵し、没後の2019年にNHKスペシャルにおいて「全貌 二・二六事件　～最高機密文書で迫る～」のタイトルでその内容が紹介された。

## 栄典
位階
- 1930年（昭和5年）6月16日 - 従四位[31]

外国勲章佩用允許
- 1943年（昭和18年）9月11日 - ドイツ国：ドイツ鷲勲章一等功労十字章[32]

## 著書
- 『開戦と終戦　人と機構と計画』 毎日新聞社、1968年
  - 『開戦と終戦　帝国海軍作戦部長の手記』 中公文庫、2018年（解説戸髙一成）

追想集
- 『太平洋戦争と富岡定俊』史料調査会編、軍事研究社、1971年

## 親族
- 祖父 富岡宗三郎（松代藩藩士、海防隊長）
- 父 富岡定恭海軍中将
- 叔父 富岡延治郎海軍機関少将
- 長男 富岡定博（海兵75期）
- 義兄弟 丸山寿美太郎海軍大佐
- 義兄弟 津留雄三海軍大佐

## 文献
- 『太平洋戦争と富岡定俊』軍事研究社、1971年。
- 外山操編『陸海軍将官人事総覧 海軍篇』芙蓉書房出版、1981年。
- 福川秀樹『日本海軍将官辞典』芙蓉書房出版、2000年。
- 秦郁彦編『日本陸海軍総合事典』第2版、東京大学出版会、2005年。
- 児島襄『参謀 (上)』、文春文庫
- 吉田俊雄『海軍参謀』、文春文庫
- 吉田俊雄『五人の海軍大臣』、文春文庫
- 吉田俊雄『四人の軍令部総長』、文春文庫
- 保坂正康『昭和の戦争』、朝日文庫

| 日本の爵位    | 日本の爵位                               | 日本の爵位        |
| ------------- | ---------------------------------------- | ----------------- |
| 先代 富岡定恭 | 男爵 富岡（定恭）家第2代 1917年 - 1947年 | 次代 華族制度廃止 |